# Asen Zlatarov
Asen Zlatarov (în bulgară Асен Златаров) (n. 4 februarie 1885, Haskovo, Rumelia Orientală – d. 22 decembrie 1936, Viena, Statul Federal al Austriei) a fost un biochimist bulgar, scriitor și activist social. 

## Biografie

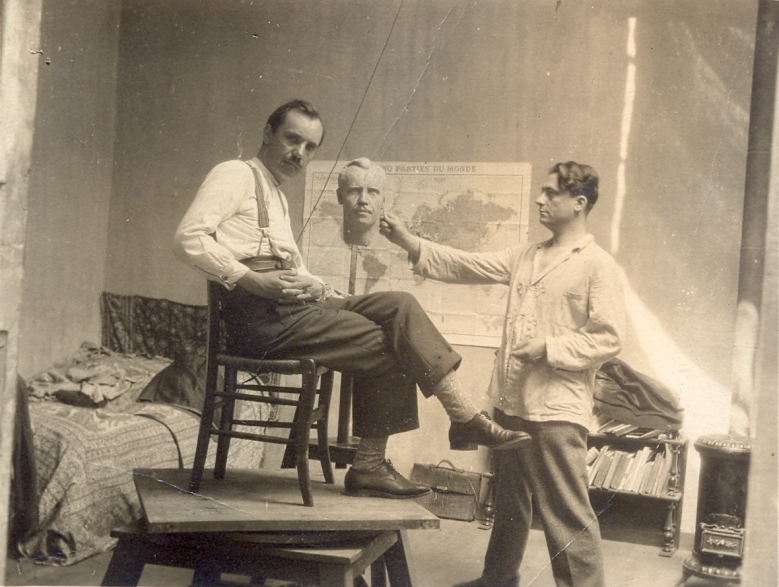
Pozând pentru o sculptură în Paris, iunie 1926

S-a născut în orașul Haskovo la 4 februarie 1885, ca al doilea copil al Teofaniei și al lui Hristo Zlatarov.
În 1903, familia sa s-a mutat în Sofia, unde Asen a absolvit liceul. În același an, s-a înscris la Facultatea de Chimie a Universității din Sofia.
A studiat chimia la Universitatea din Geneva (1904-1907). În 1908, a susținut teza de doctorat și a obținut doctoratul în fizică și chimie la Universitatea din Grenoble, Franța. A predat la Plovdiv și la München (1909-1910). A editat revistele Chimie și Industrie (bulgară Химия и индустрия) și Natura și Știința (bulgară Природа и наука). 
Din 1924, a fost profesor universitar, iar din 1935 profesor universitar la Universitatea din Sofia. Este autorul unor articole literare, poezii, proză lirică și al unui roman. În perioada 1925 - 1927 a fost membru al cercului literar Săgetătorul (bulgară Стрелец). A fost un participant activ în Acordul Maritim Național Bulgar (Български народен морски сговор).
Profesorul Asen Zlatarov a participat la înființarea unui comitet pentru a proteja evreii, împreună cu văduva omului de stat Petko Karavelov - actrița Ekaterina Karavelova, cu scriitorul Anton Strașimirov, profesorul Petko Staynov și alții. Ziarele Mir și Slovo au publicat articole împotriva comitetului stabilit, care au afirmat că nu este de datoria Bulgariei, cu atât mai mult a cetățenilor ei, să intervină în afacerile Germaniei Mari. La 3 iulie 1933, a fost zădărnicită întâlnirea la care vorbitori au fost Ekaterina Karavelova și Anton Strașimirov.
Chiar dacă nu a avut legături directe cu Partidul Comunist Bulgar, în 1936 Zlatarov a vizitat Uniunea Sovietică, după care a publicat cartea de propagandă În țara sovieticilor (В страната на Съветите), care glorifica colectivizarea.
La 22 decembrie 1936, într-un spital din Viena, după două operații consecutive, inima lui Asen Zlatarov a încetat să mai bată.

## Lucrări scrise
- Ideile tinerei generații - Идеали на младото поколение
- În țara sovieticilor - В страната на съветите (1936)[7]
- Dictatura sau democrația - Диктатура или демокрация[7]